# Шунарак
Шунарак (рос. Шунарак) — село Турочацького району, Республіка Алтай Росії. Входить до складу Озеро-Куреєвського сільського поселення.
Населення — 37 осіб (2015 рік).